# Polygonaldolmen von Skee prästgård

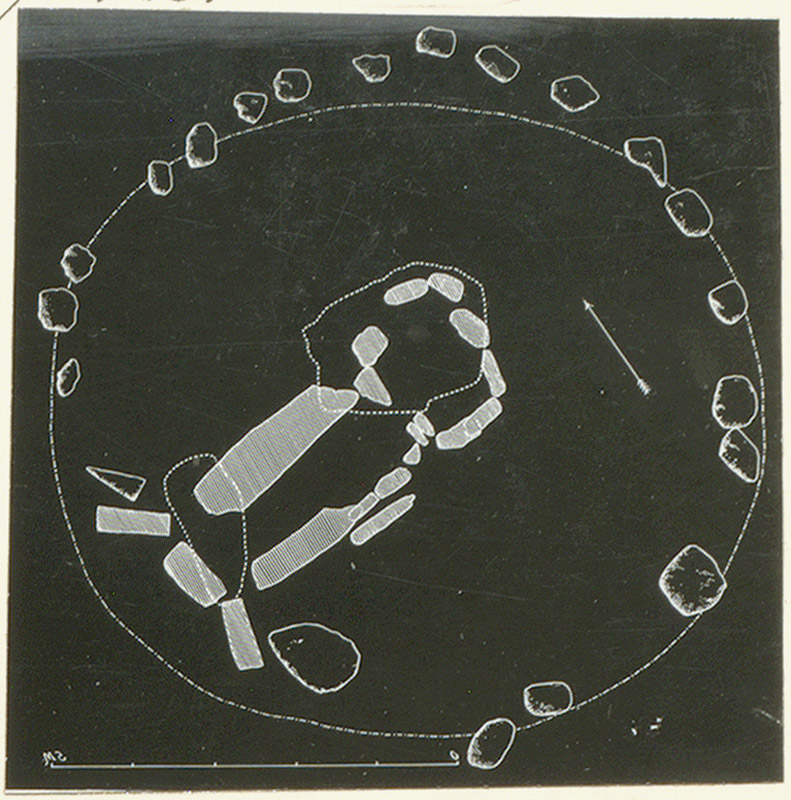
Polygonaldolmen von Skee prästgård

Der Polygonaldolmen von Skee prästgård (RAÄ-Nr. Skee 173:1) liegt nordöstlich von Skee im Norden des Bohuslän in Schweden. Die Megalithanlage der Trichterbecherkultur (TBK) entstand zwischen 3500 und 2800 v. Chr.
Bei der nach schwedischer Nomenklatur als Ganggrab (schwedisch Gånggrift) ausgewiesenen Anlage handelt es sich gemäß deutscher Nomenklatur eher um einen West-Ost orientierten Polygonaldolmen (nur ein Deckstein) im Rundhügel, dessen vieleckige Kammer von sieben oder acht Tragsteinen gebildet und von einem großen Deckstein bedeckt wird. Der zugehörige Gang wird durch zwei ungewöhnlich lange seitliche Tragsteine geformt. Drei Steine vor dem Gang bilden den Rest einer kleinen Exedra. 19 Randsteine der Hügeleinfassung sind überwiegend nicht in situ erhalten. 
In der Nähe liegen der Polygonaldolmen von Massleberg und Dårskilds Högar. 